# Денне світло (фільм)
Денне світло (англ. Daylight) — американський фільм 1996 року.

## Сюжет
Банда грабіжників, рятуючись від переслідування поліції, опиняється в підземному тунелі, що з'єднує Манхеттен і Нью-Джерсі. На повному ходу їхня машина врізається у вантажівку, що перевозила вибухові речовини. В результаті вибуху тунель виявляється заблокованим з обох кінців. У живих залишається тільки дюжина переляканих людей. Без сторонньої допомоги їм не вибратися. Машина таксиста Кіта Латури в момент вибуху опиняється на в'їзді в тунель і він здійснює відчайдушну спробу пробратися в тунель, щоб вивести з нього людей. Багато років тому він працював у службі порятунку, але був звільнений, коли співробітники, що були у нього в підпорядкуванні, загинули, виконуючи його накази. Тепер у Латури з'являється шанс спокутувати свою провину і врятувати беззахисних людей.

## У ролях
- Сильвестр Сталлоне — Кіт Латура
- Емі Бреннеман — Мадлен Томпсон
- Вігго Мортенсен — Рой Норд
- Ден Хедайя — Френк Крафт
- Джей О. Сендерс — Стівен Крайтон
- Карен Янг — Сара Крайтон
- Клер Блум — Елеонора Тріллінг
- Ванесса Белл Келловей — Грейс Келловей
- Ренолі Сантьяго — Майкі
- Колін Фокс — Роджер Тріллінг
- Даніель Харріс — Ешлі Крайтон
- Тріна МакГі — Летоні
- Марселло Тедфорд — Кадім
- Сейдж Сталлоне — Вінсент
- Джо Андерсон — Блум
- Марк Ролстон — шеф Денніс Вілсон
- Розмарі Форсайт — міс Лондон
- Лоюн Ван — Джем Дилер
- Беррі Ньюман — Норман Бассетт
- Стен Шоу — Джордж Тайрелл